# Zhou Youguang
Zhou Youguang (en chino: 周有光; tr. pinyin: Zhōu Yǒuguāng, tr. Wade-Giles Chou Yu-kuang; Changzhou, 13 de enero de 1906-Pekín, 14 de enero de 2017) fue el nombre artístico de Zhōu Yàopíng, lingüista chino reconocido como el «padre del hànyǔ pīnyīn», la romanización oficial del idioma mandarín en la República Popular China, un sistema para escribir el chino mandarín con alfabeto latino, el cual fue oficialmente adoptado por el gobierno de China en 1958, la Organización Internacional de Normalización (ISO) en 1982, y las Naciones Unidas en 1986.

## Educación y primeros años
Zhō nació en Changzhou, provincia de Jiangsu, en el seno de la familia de un burócrata de la dinastía Qing. Se matriculó en la Universidad de San Juan, Shanghái, en 1923, donde se especializó en economía y realizó cursos complementarios de lingüística. Se fue durante el Movimiento del 30 de mayo de 1925 y se trasladó a la Universidad de Guanghua, de donde se graduó en 1927. Zhō pasó tiempo como estudiante de intercambio en Japón, y pasó su carrera trabajando como banquero y economista en el extranjero (principalmente en la ciudad de Nueva York). Regresó a Shanghái en 1949, a los 43 años, cuando se estableció la República Popular.

## Pinyin
En 1955, el gobierno colocó a Zhō a la cabeza de un comité para reformar la lengua china con el fin de aumentar la alfabetización. Mientras que otros comités supervisaban las tareas de promulgación del chino mandarín como lengua nacional y la creación de los caracteres chinos simplificados, el comité de Zhō fue el encargado de desarrollar una romanización para representar la pronunciación de los caracteres chinos. Zhō afirmó que dicha tarea le tomó cerca de tres años y que fue un trabajo a tiempo completo. 
El pīnyīn fue tomado como la romanización oficial en 1958, aunque entonces era, como ahora, solo una guía de pronunciación, y no un sistema de escritura sustituto.  Zhou basó el pinyin en varios sistemas preexistentes: los fonemas se inspiraron en el Gwoyeu Romatzyh de 1928 y Latinxua sin wenz de 1931, mientras que los signos diacríticos que representan los tonos se inspiraron en el zhuyin.

## Actividades posteriores
Durante la Revolución Cultural, Zhō fue enviado a vivir en el campo para ser "reeducado", al igual que muchos intelectuales de la época. Pasó dos años en un campo de trabajo. Después de 1980, Zhō, con 76 años, trabajó con Liu Zunqi y Chien Wei-zang en la traducción de la Encyclopædia Britannica al chino, lo que le valió el apodo de «Enciclopedia Zhō».

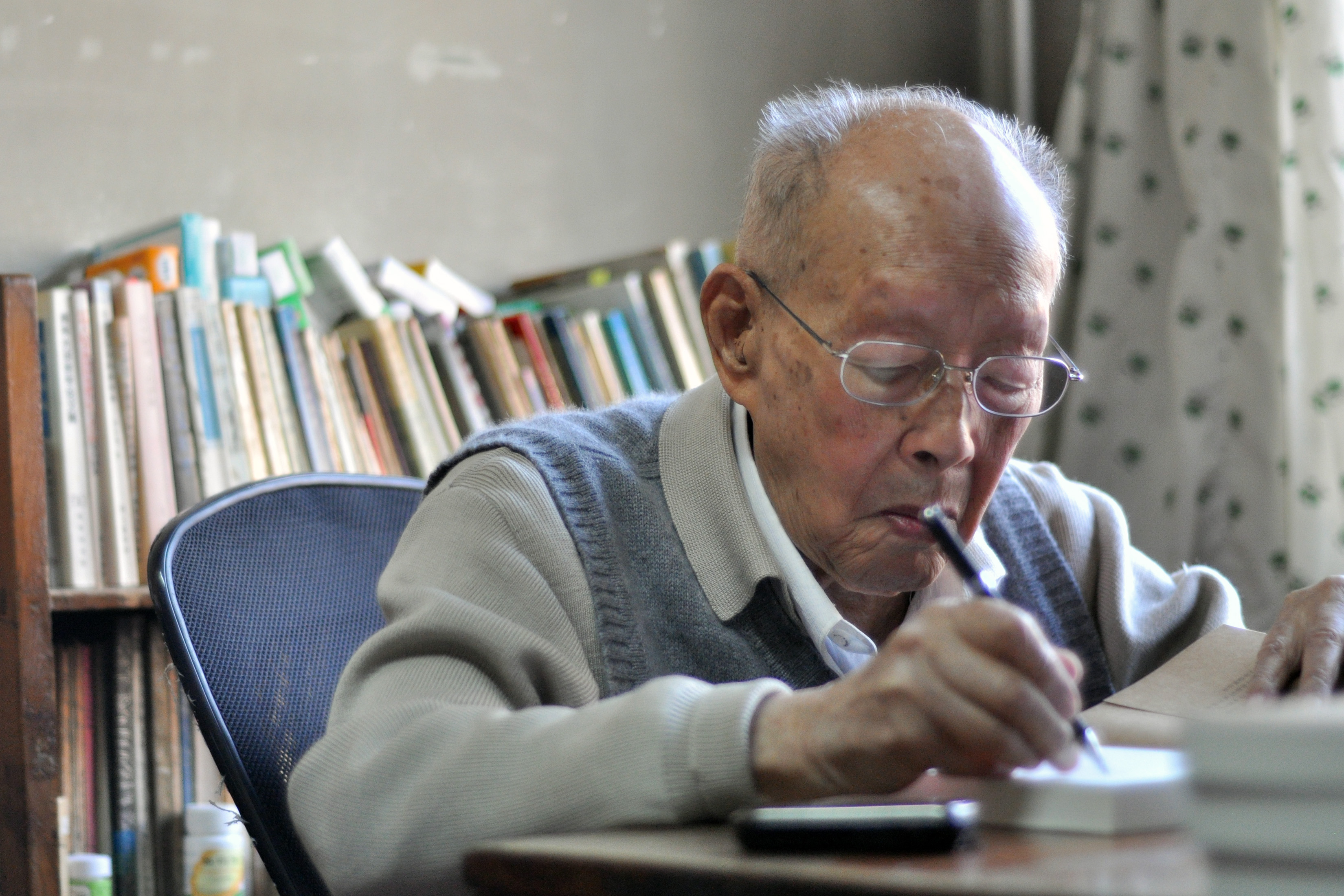
Zhou Youguang en 2012.

Continuó escribiendo y publicando desde la creación del pīnyīn: por ejemplo, su libro Zhongguo Yuwen de Shidai Yanjin (中國 語文 的 時代 演進), traducido al inglés por Zhang Liqing, fue publicado en 2003 como The Historical Evolution of Chinese Languages and Scripts («La evolución histórica de las lenguas y escritos chinos»). 
En total, escribió diez libros desde el año 2000, algunos de los cuales han sido prohibidos en China. En su vejez se convirtió en un defensor de la reforma política y fue crítico con el Partido Comunista por los ataques a la cultura tradicional china cuando llegó al poder.

## Vida personal
Zhō se casó con Zhang Yunhe el 30 de abril de 1933. Zhang Yunhe murió el 14 de agosto de 2002, a los 93 años. Estuvieron casados 69 años y 106 días y tuvieron dos hijos: una niña que murió a los 6 años, y un niño, Zhō Xiaoping, que murió a la edad de 80 años el 26 de enero de 2015.
Zhō falleció el 14 de enero de 2017, al día siguiente de cumplir 111 años de edad.